# 诺加拉
诺加拉（義大利語：Nogara），是意大利威尼托大区维罗纳省的一个市镇。总面积38.86平方公里，人口8670人，人口密度223.1人/平方公里（2009年）。国家统计（ISTAT）代码为023053。